# Animal Kingdom (Fernsehserie)
Animal Kingdom ist eine US-amerikanische Fernsehserie, die am 14. Juni 2016 ihre Premiere beim Sender TNT feierte. Sie basiert auf dem Film Königreich des Verbrechens von David Michôd, der im Original ebenfalls den Titel Animal Kingdom trägt. 
Am 24. Juli 2019 wurde die Serie für eine fünfte Staffel verlängert. Im Januar 2021 wurde die Serie um eine sechste und letzte Staffel verlängert, die vom 19. Juni 2022 bis zum 28. August selbigen Jahres ausgestrahlt wurde.

## Inhalt
Die Serie versetzt die Handlung des Films Königreich des Verbrechens in die USA. Die Handlung folgt dem Leben eines 17-jährigen, der nach dem Tod seiner Mutter zu seiner entfremdeten, kriminellen Familie zieht, die von der Matriarchin Janine Cody angeführt wird.

## Besetzung und Synchronisation
Die deutschsprachige Synchronisation entsteht bei der Deutsche Synchron & Medienproduktion GmbH in Berlin nach den Dialogbüchern von Michael Nowka, der ebenfalls für die Dialogregie verantwortlich ist.

### Hauptdarsteller
| Rollenname            | Schauspieler        | Hauptrolle (Episoden) | Nebenrolle (Episoden)        | Synchronsprecher       |
| --------------------- | ------------------- | --------------------- | ---------------------------- | ---------------------- |
| Andrew „Pope“ Cody    | Shawn Hatosy        | 1.01–6.13             |                              | Marius Clarén          |
| Andrew „Pope“ Cody    | Kevin Csolak (jung) |                       | 6.01–6.10, 6.12–6.13         |                        |
| Craig Cody            | Ben Robson          | 1.01–6.13             |                              | Peter Flechtner        |
| Deran Cody            | Jake Weary          | 1.01–6.13             |                              | Jesco Wirthgen         |
| Joshua „J“ Cody       | Finn Cole           | 1.01–6.13             |                              | Konrad Bösherz         |
| Janine „Smurf“ Cody   | Ellen Barkin (alt)  | 1.01–4.12             |                              | Arianne Borbach        |
| Janine „Smurf“ Cody   | Leila George (jung) | 5.01–6.13             | 4.01–4.13                    | Giuliana Jakobeit      |
| Nicky Belmont         | Molly Gordon        | 1.01–3.06             |                              | Jodie Blank            |
| Barry „Baz“ Blackwell | Scott Speedman      | 1.01–3.01             | 6.11                         | Dennis Schmidt-Foß     |
| Catherine Blackwell   | Daniella Alonso     | 1.01–1.09             |                              | Marieke Oeffinger      |
| Lucy                  | Carolina Guerra     | 2.01–3.13             | 1.02–1.03, 1.05              | Ranja Bonalana         |
| Mia Trujillo          | Sohvi Rodriguez     | 4.01–4.08             | 3.01–3.07, 3.09–3.13         | Greta Galisch de Palma |
| Jake Dunmore          | Jon Beavers (jung)  | 5.01–5.13             | 4.01–4.08, 4.10–4.11, 4.13   | Felix Spieß            |
| Jake Dunmore          | Jack Conley (alt)   |                       | 1.07, 2.03, 2.06, 2.09, 4.13 | Reinhard Scheunemann   |
| Manny                 | Rigo Sanchez (jung) | 5.01–5.12             | 4.01–4.08, 4.10–4.11         | Valentin Stilu         |

### Nebendarsteller
| Rollenname                | Schauspieler        | Nebenrolle (Episoden)                                                                                     | Synchronsprecher      |
| ------------------------- | ------------------- | --- | --------------------- |
| Lena Blackwell            | Amaya Deva Keroles  | 1.02–1.05, 1.07–2.04, 2.06–3.06, 3.09, 3.12, 4.09, 6.03                                                   | Klara Magalie Geberon |
| Adrian Dolan              | Spencer Treat Clark | 1.02–1.03, 1.05, 1.07, 2.04, 2.08, 2.11, 3.02, 3.07–4.07, 4.09–4.13                                       | Tobias Nath           |
| Renn Randall              | Christina Ochoa     | 1.02, 1.04–1.06, 2.10–2.11, 2.13–3.03, 3.10, 4.04–4.07, 4.09–5.02, 5.05–5.09, 6.01, 6.03, 6.07–6.09, 6.12 | Anne Helm             |
| Vin                       | Michael Bowen       | 1.03–1.04, 1.07–1.08, 1.10, 6.05                                                                          | Jan Spitzer           |
| Marco                     | Joseph Julian Soria | 1.03, 2.01, 2.03, 2.09–2.11, 2.13, 3.07, 3.10–3.11                                                        | Sven Gerhardt         |
| Isaiah                    | Ray Baker           | 1.05, 1.07, 1.10                                                                                          | Ronald Nitschke       |
| Javier                    | Alex Meraz          | 2.01, 2.03, 2.05–2.07                                                                                     | Robert Glatzeder      |
| Amy                       | Jennifer Landon     | 2.02–2.06, 2.08–2.12, 3.13, 6.05, 6.07                                                                    | Dorette Hugo          |
| Morgan Wilson             | Laura San Giacomo   | 2.11–2.13, 3.02, 3.06–3.07, 3.09–3.10, 3.12                                                               | Heide Domanowski      |
| Morgan Wilson             | Jamie Renée Smith   | 6.02 |                       |
| Tina Trujillo             | Yuli Mireles        | 3.01–3.03, 3.05–3.06, 3.10–3.11, 3.13                                                                     | Sonja Ortiz           |
| Pedro „Pete“ Trujillo     | Reynaldo Gallegos   | 3.01, 3.03, 3.09–3.11, 3.13, 4.03, 4.08, 5.02–5.04, 5.07–5.08, 5.13                                       | Olaf Reichmann        |
| Billy                     | Denis Leary         | 3.04–3.10, 4.13, 6.11                                                                                     | Oliver Stritzel       |
| Frankie                   | Dichen Lachman      | 3.04–3.08, 3.10, 3.12–4.06, 4.11–4.13, 5.02, 5.04–5.05, 5.10–5.13                                         | Dana Friedrich        |
| Louis „Lou“ Cano          | Lucca de Oliveira   | 4.01–4.08, 4.10                                                                                           | Julian Tennstedt      |
| Olivia                    | Kelli Berglund      | 4.01, 4.05, 4.07–4.08, 4.10                                                                               | Millie Forsberg       |
| Angela Kane               | Emily Deschanel     | 4.02–4.13                                                                                                 | Ranja Bonalana        |
| Detective Neal Andre      | James Remar         | 4.02, 4.06–4.07, 4.12                                                                                     | Joachim Tennstedt     |
| Pamela „Pam“ Johnson      | Milauna Jackson     | 4.05–4.07, 4.13, 5.02–5.03, 5.07–5.08                                                                     | Daniela Hoffmann      |
| Pamela „Pam“ Johnson      | Charlayne Woodard   | 5.06–5.08                                                                                                 | Daniela Hoffmann      |
| Jed                       | Joseph Morgan       | 4.09, 4.11–4.12                                                                                           |                       |
| Axel                      | West Mulholland     | 5.03–5.04, 5.10                                                                                           | Tom Raczko            |
| Max                       | Jamie McShane       | 5.05–5.06, 5.10–5.11                                                                                      | Thomas Schmuckert     |
| Julia                     | Jasper Polish       | 6.01–6.10, 6.12–6.13                                                                                      |                       |
| Tre                       | William Russ        | 6.01–6.03                                                                                                 |                       |
| Auge                      | Hans Christopher    | 6.02–6.07                                                                                                 |                       |
| Detective Louise Thompson | Moran Atias         | 6.03–6.09                                                                                                 |                       |

## Ausstrahlung
Die Erstausstrahlung erfolgte vom 14. Juni 2016 bis zum 28. August 2022 auf dem US-amerikanischen Fernsehsender TNT. Die deutschsprachige Erstausstrahlung erfolgt seit dem 19. Juni 2017 beim Pay-TV-Sender Warner TV Serie. Im deutschen Free-TV ist die Serie seit dem 10. Dezember 2019 auf dem kurz zuvor gestarteten Fernsehsender Joyn Primetime zu sehen.
| Staffel   | Episoden | Erstausstrahlung (USA)      | Deutschsprachige Erstausstrahlung im Pay-TV (DACH) | Ausstrahlung im Free-TV (D)         |
| --------- | -------- | --------------------------- | -------------------------------------------------- | ----------------------------------- |
| Staffel 1 | 10       | 14. Juni – 9. August 2016   | 19. Juni – 14. August 2017                         | 10. Dezember 2019 – 4. Februar 2020 |
| Staffel 2 | 13       | 30. Mai – 29. August 2017   | 6. Februar – 14. März 2018                         | 10. Februar – 27. April 2020        |
| Staffel 3 | 13       | 29. Mai – 21. August 2018   | 14. September – 19. Oktober 2018                   | 4. Mai – 27. Juli 2020              |
| Staffel 4 | 13       | 28. Mai – 20. August 2019   | 13. September – 25. Oktober 2019                   |                                     |
| Staffel 5 | 13       | 11. Juli – 03. Oktober 2021 | 15. Oktober – 19. November 2021                    |                                     |
| Staffel 6 | 13       | 19. Juni – 28. August 2022  |                                                    |                                     |